# Vrba jíva
Vrba jíva (Salix caprea) je malý až středně vysoký strom z čeledi vrbovitých (Salicaceae), jehož výška se většinou pohybuje od 6 do 12 metrů, má zprohýbaný kmen a hustou košatou korunu s nepravidelným větvením. Snadno se zmlazuje a obráží a je i často seřezávána, proto je většina jedinců pouze keřovitého vzrůstu. Jako statný keř je vysoká 3 až 5 metrů, při lesní hranici jen kolem půl metru. Vrba jíva se dožívá 40 až 50 let.

## Popis
Kmen mívá až 50 cm v průměru. Borka je zpočátku hladká, matná, světle šedá, s kosočtverečnými lenticelami; s přibývajícím věkem přechází v podélně popraskanou tmavošedou až nahnědlou borku. Letorosty jsou silné, v mládí šedozelené nebo nažloutlé, řídce chlupaté, později hnědozelené a lysé. Pupeny jsou vejcovité, zelenohnědé a lysé.
Tento druh vrby patří mezi širokolisté vrby. Listy jsou eliptické nebo vejčité, nepravidelně pilovité až téměř celokrajné. Listy jsou střídavé, 6–11 cm dlouhé a 3–5 cm široké, na líci tmavozelené, svraskalé a téměř lysé, na rubu šedobíle chlupaté se zřetelnou žilnatinou. Řapík je dlouhý 1–2 cm, palisty velké, polosrdčité a dlouho vytrvalé. Exempláře s nápadně úzkými listy, s čepelí dvakrát delší než širší, se řadí k varietě angustifolia. Jedinci s velmi krátkými prýty s téměř okrouhlými listy označujeme jako forma rotundifolia.
Vrba jíva je dvoudomá, kvete v březnu a dubnu před rašením listů. Květy jsou uspořádány v nápadná, stříbřitě lesklá jehnědovitá květenství, 2,5–3,5 cm dlouhá (samičí jehnědy jsou delší a štíhlejší). Samčí květy mají dvě tyčinky, samičí květy mají jednu nektariovou žlázku a černé, dlouze chlupaté listeny. Samčí jsou žluté od prašníků, samičí jsou zelenavé.
Plody jsou tobolky v klasu dlouhém 5 cm, které dozrávají v květnu. Tobolky jsou stříbřitě chloupkaté, krátce stopkaté, do 10 mm veliké s 5–7 základy semen v každé chlopni. Semena jsou drobná a ochmýřená a jsou větrem snadno přenášena na velikou vzdálenost.

## Rozšíření
Vrba jíva je rozšířená téměř po celém území Evropy (kromě jižní části Pyrenejského a Balkánského poloostrova), zasahuje přes severní Írán či Island až do severní Asie do Japonska. Nalezneme ji od hor meridionálního pásma do pásma boreálního (pod 71° severní šířky).

## Ekologie
Vrba jíva patří mezi nejdůležitější pionýrské dřeviny. Obsazuje všechna uvolněná stanoviště od mořské hladiny po subalpinské polohy (v Karpatech zasahuje do výšky 1780 m n. m.). Vyskytuje se ve světlých lesích a suťových svazích, na lesních lemech, paloucích a mýtinách, v křovinách podél cest, na náspech, výkopech, skládkách či opuštěných lomech. Je velmi náročná na světlo, snese jen boční zastínění. Toleruje nejrůznější půdy, nesnáší však, na rozdíl od jiných druhů vrb, přemokřená a zrašelinělá stanoviště. Jíva se od ostatních druhů vrb liší také tím, že ji nelze množit dřevitými řízky, téměř vůbec nezakořeňuje.

## Význam

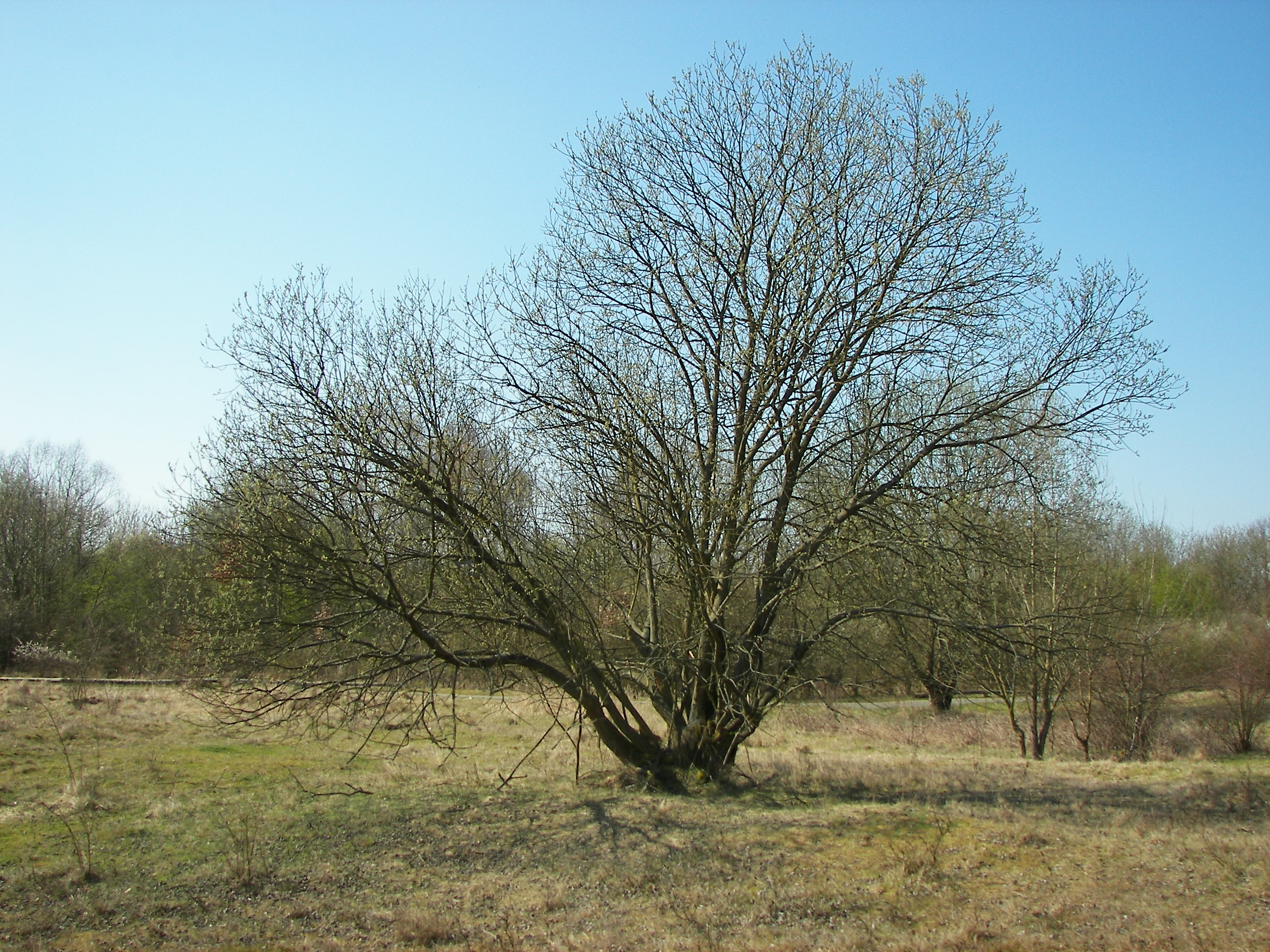
Habitus neolistěného stromu

Dřevo této vrby se užívá většinou jako palivo. Vrba jíva je ovšem ceněna pro své pionýrské kvality, je velmi užitečná při přirozeném zalesňování krajiny. Nepotlačuje ostatní dřeviny, zlepšuje svým opadem lesní půdu, poskytuje potravu zvěři a jakmile ji hlavní dřeviny začnou přerůstat, sama odumírá a ustupuje.
Důležitá je i ve včelařství, neboť poskytuje bohatou a zároveň první jarní pastvu včelám (pyl i nektar). Pro širokou veřejnost je však nejvíc známá jako jedna z kočičkových vrb – větévky samčích stromů jsou v předjaří řezány pro okrasu. V sadovnictví se občas vysazuje kultivar Pendula s převislými větvemi, tzv. smuteční odrůda jívy.

## Podobné druhy
Podobnými druhy jsou například Salix cinerea (vrba popelavá), Salix silesiaca (vrba slezská), Salix appendiculata (vrba velkolistá) a Salix coaetanea. Salix cinerea se od vrby jívy liší užšími listy, dřevitými lištami pod mladou kůrou větví a výskytem na vlhčích stanovištích. Salix silesiaca, Salix appendiculata a Salix coaetanea se na rozdíl od Salix caprea téměř nevyskytují v nižších polohách, S. silesiaca má navíc protáhlejší, skoro lysé listy, S. appendiculata má jemně žebernaté větve a S. coaetanea kvete značně později než vrba jíva.